# North Gigante Island
North Gigante Island ist eine philippinische Insel in der Visayas-See.

## Geographie
Die Insel ist dicht bewaldet und erhebt sich bis zu 231 Meter über den Meeresspiegel. Sie liegt im Norden der Gigante-Inseln, einer kleinen Inselgruppe etwa 25 km nordöstlich der Insel Panay.
Granada, Hauptort von North Gigante, erstreckt sich entlang dem schmalen Küstenstreifen der Südwestküste.  